# Hemidactylus makolowodei
Hemidactylus makolowodei är en ödleart som beskrevs av  Bauer, Lebreton, Chirio INEICH och TALLA KOUETE 2006. Hemidactylus makolowodei ingår i släktet Hemidactylus och familjen geckoödlor. Inga underarter finns listade i Catalogue of Life.